# Uniwersytet Hanyang
Uniwersytet Hanyang (kor. 한양대학교) – koreańska szkoła wyższa, zlokalizowana w Seulu. 
W XXI wieku uniwersytet miał ponad 20 wydziałów i ponad 100 katedr. uczęszczało do niego rocznie ok. 36 tys. studentów.
Został założony w 1939 przez Kim Lyun-joona.
Uniwersytet ma dwa kampusy, pierwszy w Seulu i drugi, utworzony w 1979 w Ansan.
W rankingach jest w Top 10 uniwersytetach Korei Pd. i w okolicach 300–400 najlepszych uniwersytetów na świecie. 

## Znani absolwenci
- Chung Mong-koo, prezes Hyunday Motor Company
- Jang Keun-suk, aktor i piosenkarz
- Lee Young-ae, aktorka
- Kang Ye-won, aktorka
- Youn Yuh-jung, aktorka
- Sol Kyung-gu, aktor